# Accident Man
Accident Man é um filme de ação e suspense de 2018 dirigido por Jesse V. Johnson, baseado em personagens criados por Pat Mills e Tony Skinner. O filme é estrelado por Scott Adkins, Ashley Greene, Ray Stevenson, Michael Jai White e Ray Park.

## Enredo
Mike Fallon, de 15 anos, trabalha como paperboy e sofre bullying todos os dias em sua rota. Enquanto se esconde de seus valentões, ele percebe um homem chamado Big Ray plantando uma bomba. Depois de gravá-lo e espioná-lo por semanas, Mike chantageia Big Ray para ensiná-lo a matar o líder dos agressores. Big Ray concorda, mas depois revela as fotos que ele tirou de Mike matando o líder dos agressores, com um aviso para nunca traí-lo. Ele finalmente ensina Mike a ser um assassino profissional e se torna uma figura paterna para Mike.
Anos depois, Mike é um assassino especializado em disfarçar suas mortes como acidentes. Ele é frequentador de um bar de assassinos chamado Oasis, onde um Big Ray aposentado é o barman. Companheiros regulares incluem Carnage Cliff, que mata suas vítimas com um machado; Pete do veneno; Mic e Mac, veteranos militares; Finnicky Fred, que inventa e vende armas não-ortodoxas; e Jane, a Estripadora, uma especialista em espadas.
Depois de matar um contador chamado Archie Rudd, Mike recebe uma ligação de Milton, que atribui as missões aos assassinos. Milton pede a Mike que pague seu pagamento pela morte em um beco, mas lá Mike é atacado por um assassino amador, a quem ele mata facilmente. Mike acusa Milton de configurá-lo, mas Milton nega isso.
Mike descobre que sua ex-namorada Beth foi assassinada em um roubo e que ela estava grávida de seu bebê. Ao ouvir que os supostos autores tiveram OD imediatamente depois, ele suspeita. Ele rouba o boletim de ocorrência e deduz que Mic e Mac eram responsáveis, pois se especializam em disfarçar assassinatos como crimes aleatórios nas ruas.
Mike acusa Mick e Mac, e eles confessam ter matado Beth, mas negam o conhecimento da identidade de seus clientes. Enfurecido, Mike luta e derrota os dois, e Big Ray lembra Mike para nunca se envolver emocionalmente em sua linha de trabalho. Mike vai ao apartamento de Beth e pergunta a sua namorada Charlie se as atividades ambientalistas de Beth a fizeram inimigas. Eles discutem até Cliff invadir e atacar Charlie. Mike inadvertidamente mata Cliff, rastreia Milton e o tortura para revelar quem ordenou o golpe em Beth: um homem chamado Leonard Kent. Big Ray relutantemente ordena um golpe em Mike por matar Cliff.
Charlie revela que Beth coletou informações sobre a Pankot Petroleum, uma empresa indiana de petróleo corrupta, fornecida por Archie Rudd. Mike confronta Kent, mas Kent vira a gravação de outro homem ordenando que ele matasse Beth. Mic e Mac entram de repente, matando Kent. Mac é morto em fogo amigo, e Mike espancou Mic até a morte com um extintor de incêndio. Pete embosca Mike do lado de fora do prédio, mas Mike o mata facilmente. Ele poupa Fred ao nocauteá-lo e vai para a casa do empregador de Kent, o magnata do petróleo Atal Zim. Ele mata Jane com sua própria katana, rejeita as tentativas de suborno de Zim e o decapita.
De volta ao Oasis, Mike confronta Big Ray e Milton. Ele toca o resto da gravação de Kent, revelando que Milton ordenou que Mike fosse morto no beco e designou Mic, Mac e Cliff para eliminar todas as pontas soltas. Enfurecido, Big Ray agride Milton, e Mike oferece a ele um curativo que Fred havia desenvolvido para envenenar. Milton aplica e morre lentamente. Big Ray permite que Mike saia, mas o avisa para nunca mais voltar ao Oasis. Mike sai e promete proteger a cidade como vigilante.

## Elenco
- Scott Adkins como Mike Fallon, the Accident Man
- Ashley Greene como Charlie Adams
- Ray Stevenson como Big Ray
- Michael Jai White como Mick, um assassino de Operações Especiais que também se especializa em taekwondo e também produtos químicos.
- Ray Park como Mac, um assassino de Operações Especiais que também se especializa em taekwondo e também produtos químicos.
- David Paymer como Milton
- Perry Benson como Finicky Fred, um assassino especializado em envenenamento.
- Amy Johnston como Jane the Ripper, uma assassina especializada em katana.
- Nick Moran como Leonard Kent
- Ross O'Hennessy como Carnage Cliff
- Leon Finnan como Young Fallon
- Jamie Long como Spence O policial

## Produção
O filme entrou em produção sob a gestão da Link Entertainment e da Six Demon Films. Scott Adkins produziu, escreveu o roteiro e estrela essa adaptação em quadrinhos. Ashley Greene também se juntou ao elenco.O filme foi lançado em 6 de fevereiro de 2018. Ashley Greene também se juntou ao elenco. O filme foi lançado em 6 de fevereiro de 2018.

## Recepção
No Rotten Tomatoes, o filme tem uma pontuação de 100% com base em 5 críticas, com uma classificação média de 7,5/10.
Fred Topel, da We Live Entertainment, escreveu: "Eu certamente espero que haja mais filmes do Accident Man, mas eu sempre espero que haja mais filmes de Scott Adkins. Esse é certamente um universo divertido para ele participar, e poderíamos ver Fallon causar mais acidentes e combater mais rejeições do oásis". Sol Harris, da Starburst, escreveu: "Apesar de todas as suas falhas, o Accident Man finalmente consegue os encantos de seu elenco e consegue piadas e socos em conjunto". Sol Harris of Starburst wrote: "Apesar de todas as suas falhas, o Accident Man finalmente conseguiu os encantos de seu elenco e conseguiu com sucesso piadas e socos em conjunto"